# Росендал (футбольний клуб)
«Росендал» (офіційна назва — РБК Росендал) (нід. Roosendaal Boys Combinatie / RBC Roosendaal) — нідерландський футбольний клуб з однойменного міста. Виступає в сьомому дивізіоні чемпіонаті Нідерландів Твіде Классе після банкрутства 2011 року, коли команда стартувала в дев'ятому дивізіоні чемпіонату Нідерландів Фійфде Классе.

## Історія

### 1912—1949: становлення клубу, здебільшого в Твід Классе
РБК, з ініціативи Франса Матейсена та Антона Полдерманса, заснували 31 липня 1912 року. Спочатку клуб виступав під назвою «Ексельсіор», але в 1920 році змінив назву на «Росендал». Сою нинішню назву отримав внаслідок злиття з іншою командою. 16 липня 1927 року, після злиття з «Розендалш Бойс» змінив назву на «Розендал Бойс Комбінатьє» (РБК).

### 1950–1999: коливання між аматорами та професіоналами
У 1955 році клуб отримав професіональний статус, а в 1957 році виграв Твіде Дивізіє Б. Після реорганізації футбольних ліг КНВБ, у 1971 році клуб залишив професіональний футбол. До повернення на професіональний рівень у 1983 році вважався успішним аматорським клубом.
23 жовтня 1999 року клуб офіційно змінив назву на РБК Росендал.

### 2000-ні роки: перша поява в Ередивізі

Логотип «РБК Росендал» у період з 1999 року до банкрутства в 2011 році.

У 2000 році клуб вперше у власній історії виборов путівку до Ередивізі. До 2001 року РБК грав домашні поєдинки чемпіонату на стадіоні «Де Люйтен», який вміщував 2000 сидячих місць і 5000 стоячих місць. У 2001 році команда переїхала на новий 5000-ний стадіон (усі місця — сидячі). До Ередивізі РБК повернувся 2002 року, де провів наступні чотири сезони.
У сезоні 2004/05 років РБК ледве уникнув потрапляння в плей-оф на виліт. Але вже наступного року уникнути вильоту не вдалося, команда посіла останнє місце в Ередивізі 2005/06.

### 2010-ті: банкрутство та новий початок
8 червня 2011 року «РБК Росендал» визнали банкрутом після того, як керівництво не повернуло непогашену заборгованість у розмірі 1,6 мільйони євро; це призвело до автоматичного відкликання професіональної ліцензії у КНВБ. Після того, як «РБК Росендал» вилетів з Еерстедивізі, керівництво клубу почало працювати над тим, щоб зареєструвати клуб в аматорській лізі Гофдклассе на 15 червня. Але 14 червня 2011 року було оголошено, що РБК не виступатмеи в Гофдклассе.
21 вересня 2011 року стало відомо, що клуб розпочне новий старт у голландському футболі під назвою РБК. Команда у сезоні 2012/13 років стартувала в Фійфдеклассе, 9-му дивізіоні чемпіонату Нідерландів. Свої домашні поєдинки РБК проводив на «Спортпарк Рімбо» у селі Вувз Плантаж, на південь від Росендаля. 7 квітня 2013 року після розгромної перемоги над «ВВ-Рімбо» (10:0) команда забезпечила своє перше підвищення у класі (після перезапуску команди). Сезон 2013/14 років клуб відіграв у Фердеклассе. Через тиждень після гарантування собі підвищення в класі, РБК виграв й чемпіонат. По завершення сезону 2012/13 років було оголошено, що команда повертається на свій колишній стадіон, РБК. Другий рік поспіль команда фінішувала другою, а в 2017 році вона виграла Фердеклассе й на даний час виступає в Дерде классе.

### 2020-ті: скасовано злиття з Гальстереном та підвищення в класі
На початку 2020 року клуб знову опинився на межі банкрутства й розглядав можливість злиття з «РКСВ Гальстереном». Угода про злиття була досягнута і зумовлена вкладом підтримки. Вже домовившись про нову назву та кольори, клуби вирішили не об’єднуватись.
У травні 2020 року РБК вийшов у Твідеклассе після того, як Королівська футбольна асоціація Нідерландів надала їм на це дозвіл. РБК виграв два періодичні титули в сезоні 2019/20 років, які були скасовані через пандемію COVID-19.

## Досягнення
- Кубок Нідерландів
  -  Фіналіст (1): 1986

- Твіддивізі Б
  -  Чемпіон (1): 1957

- Вихід до Ередивізі (2): 2000, 2002

- Зогдаг гофдклассе Б
  -  Чемпіон (1): 1973 (Еерстеклассе), 1974 (Еерстеклассе), 1975

- Недільні аматорські чемпіони
  -  Чемпіон (1): 1973

- Еерстеклассе
  -  Чемпіон (1): 1980

- Тведклассе
  -  Чемпіон (1): 1972

- Фердеклассе
  -  Чемпіон (1): 2017

- Фійфдеклассе
  -  Чемпіон (1): 2013

## Відомі гравці
- Йон Велдман
- Нордін Вотер
- П'єр ван Гойдонк
- Пітер Гойстра
- Георг Кнобел
- Ріга Мустафа
- Грегорі Нельсон
- Міодраг Божович
- Алі Ель-Хаттабі
- Томаш Іван
- Піус Ікедія
- Стівен Лейбутт
- Куко Мартіна

## Відомі тренери
- Ерік ван дер Мер
- Вім Куверманс
- Ян Портвліт